# Kleineichen (Hückeswagen)
Kleineichen ist eine Ortschaft in Hückeswagen im Oberbergischen Kreis im Regierungsbezirk Köln in Nordrhein-Westfalen (Deutschland).

## Lage und Verkehrsanbindung
Kleineichen liegt im südöstlichen Hückeswagen an der Grenze zu Wipperfürth. Nachbarorte sind Großeichen, Stahlschmidtsbrücke, Hartkopsbever, Runkelsiedlung, Steinberg und Heide. Der Ort liegt an der Kreisstraße K5 zwischen der Bundesstraße 237 (B237) und der Bevertalsperre. 
Die Trasse der stillgelegten Bahnstrecke zwischen Remscheid-Bergisch Born und Marienheide (Kursbuchstrecke KBS 412) begrenzt Kleineichen im Westen. Dahinter befindet sich an der Wupper das Hückeswagener Gewerbegebiet Kleineichen.
In den 70er und 80er Jahren wurde ein neues Wohngebiet mit Wohn- und Reihenhäusern erschlossen.
Hier leben inzwischen ungefähr 600 Bürger.
Die zu einem kleinen Teich aufgestaute Bever fließt am Ort vorbei, bevor sie kurz darauf in die Wupper mündet.

## Geschichte
1481 wurde der Ort das erste Mal in einer Spendenliste für den Marienaltar der Hückeswagener Kirche urkundlich erwähnt. Die Schreibweise der Erstnennung war Eycken. Die Karte Topographia Ducatus Montani aus dem Jahre 1715 zeigt einen Hof und bezeichnet diesen Hof mit Kl.eich.
In Kleineichen querte die Bergische Eisenstraße die Wupper. Der Ort wurde daher auch Eisenfurt genannt. Am 16. Oktober 1721 erhielt der Hückeswagener Bürgermeister Freihoff von Herzog Karl Phillip die Erlaubnis auf eigene Kosten eine Steinbrücke über die Wupper anstelle der Furt zu errichten. Das in herzoglichen Dekret festgelegte Brückengeld wurde nur von Ortsfremden erhoben.
Im 18. Jahrhundert gehörte der Ort zum bergischen Amt Bornefeld-Hückeswagen. 1815/16 lebten 33 Einwohner im Ort. 1832 gehörte Kleineichen der Berghauser Honschaft an, die ein Teil der Hückeswagener Außenbürgerschaft innerhalb der Bürgermeisterei Hückeswagen war. Der laut der Statistik und Topographie des Regierungsbezirks Düsseldorf als Weiler kategorisierte Ort besaß zu dieser Zeit drei Wohnhäuser und sechs landwirtschaftliche Gebäude. Zu dieser Zeit lebten 35 Einwohner im Ort, 21 katholischen und 14 evangelischen Glaubens.
Im Gemeindelexikon für die Provinz Rheinland werden für 1885 zehn Wohnhäuser mit 101 Einwohnern angegeben. Der Ort gehörte zu dieser Zeit zur Landgemeinde Neuhückeswagen innerhalb des Kreises Lennep. 1895 besitzt der Ort zehn Wohnhäuser mit 91 Einwohnern, 1905 zehn Wohnhäuser und 67 Einwohner.

## Wander- und Radwege
Folgende Wanderwege führen durch den Ort:
- Der Hückeswagener Rundweg O
- Der Ortsrundwanderweg A4